# Orodromeus

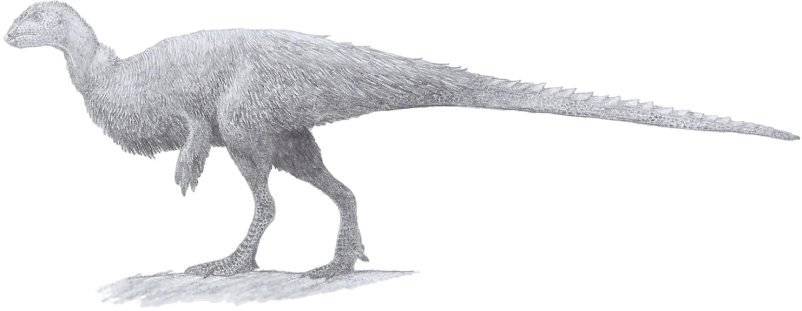
Ricostruzione

Orodromeus (il cui genere significa "corridore delle montagne") è un genere estinto di dinosauro ornitopode tescelosauride vissuto nel Cretaceo superiore, circa 76.7 milioni di anni fa (Campaniano), nello stato del Montana, Stati Uniti, Nord America. Il genere conta una singola specie ossia Orodromeus makelai.

## Descrizione
Orodromeus raggiungeva circa i 2 metri di lunghezza e un peso di 10 kg; era, comunque, relativamente piccolo in confronto agli altri dinosauri di quel tempo. Si pensa che questo animale fosse un gran corridore, dal momento che possedeva due zampe posteriori molto lunghe con una coda dritta e robusta, anch'essa di lunghe dimensioni che, probabilmente, gli serviva da bilanciere. Tra i membri della famiglia dei Thescelosauridi, l'Orodromeus era tra quelli dotati di arti posteriori più lunghi.
I piccoli erano piuttosto sproporzionati: le zampe posteriori erano troppo lunghe, gli arti anteriori troppo corti e la testa era molto grossa rispetto al corpo; queste sproporzioni, però, si attenuavano con la crescita.
Orodromeus aveva un becco robusto, con il quale recideva la vegetazione di cui si nutriva (caratteristica comune negli ornitopodi) e una dentatura grezza e rudimentale e molto simile a quella di Lesothosaurus.

## Classificazione
Inizialmente l'Orodromeus fu classificato da Horner & Weishampel come il membro più recente della famiglia degli Hypsilophodontidae. Oggi questa famiglia è vista come innaturale e parafiletica, pertanto l'Orodromeus venne semplicemente considerato un membro basale di Euornithopoda. Nel 2013, Brown et al. lo classificarono all'interno della famiglia dei Thescelosauridae, nominando una nuova sottofamiglia, Orodrominae.

## Scoperta
I resti di Orodromeus sono stati scoperti da Robert Makela durante gli scavi nella Contea di Teton, Montana, su di un'altra conosciuta come Egg Mountain, dove sono state scoperti anche diversi nidi e uova di Maiasaura. La specie tipo, Orodromeus makelai, è stata nominata e poco descritta da Jack Horner e David B. Weishampel, nel 1988. Il nome generico deriva dal greco ὄρος/Oros ossia "montagna", in riferimento al sito delle Egg Mountain, e δρομεύς/dromeus ossia "corridore", in riferimento alle presunte abitudini cursorie dell'animale. Il nome specifico, makelai, è in onore di Robert Makela.
L'esemplare olotipico, MOR 294 , è stato trovato negli strati della Formazione Two Medicine, risalente al Campaniano, circa 75 milioni di anni fa, nel Cretaceo superiore. L'olotipo è costituito da uno scheletro parziale con cranio annesso. I paratipi sono MOR 249, una frizione di diciannove uova, alcune complete di embrioni; PP 22412, un insieme di arti posteriori; MOR 331, uno scheletro parziale; MOR 248, uno scheletro con cranio; e MOR 403, una scatola cranica. Manca ancora una descrizione completa di questi resti fossili, sebbene esista una tesi non pubblicata su Orodromeus.

## Paleobiologia

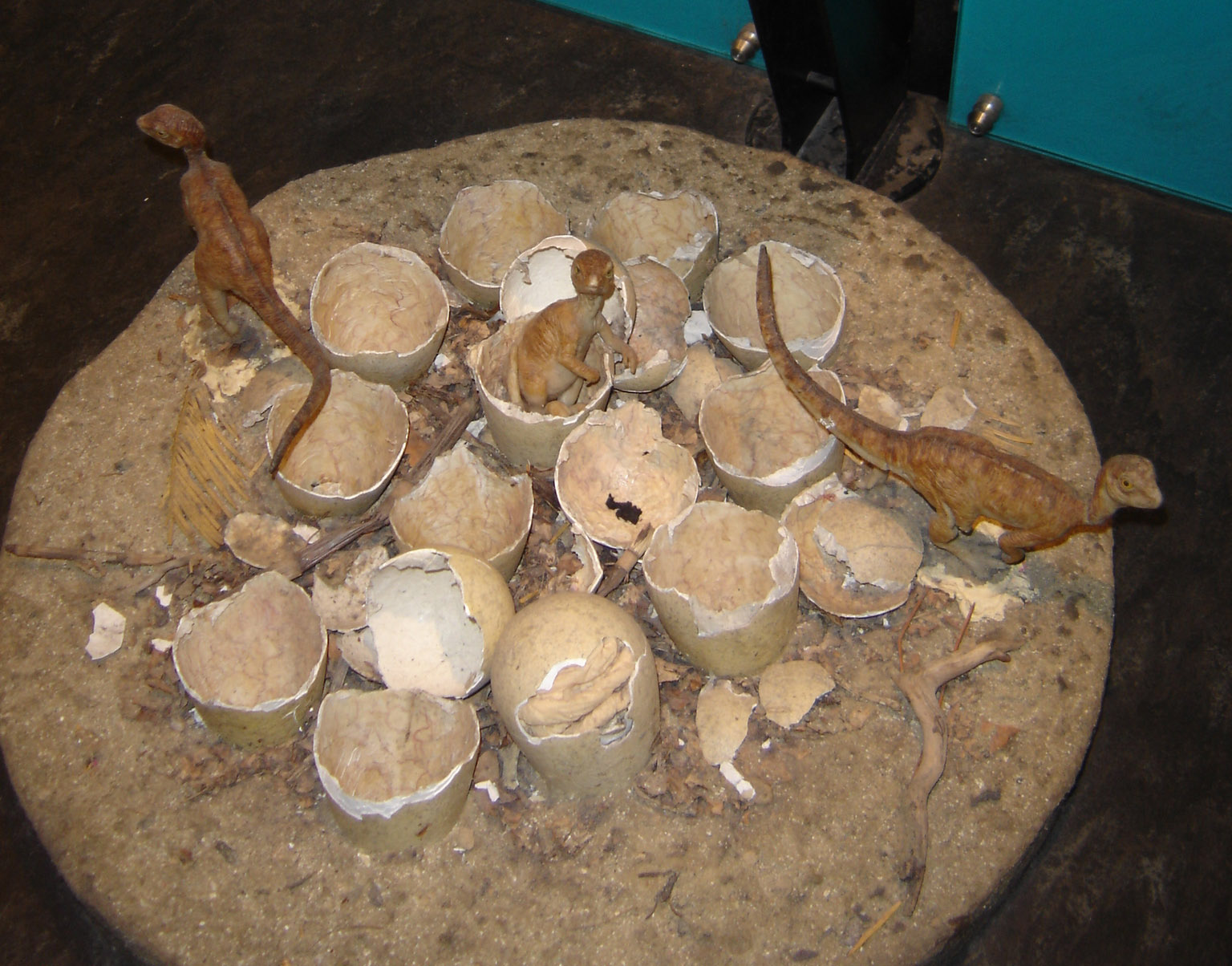
Possibile ricostruzione del nido di un Orodromeus

Si pensa che Orodromeus vivesse tra le rocce delle montagne, dove si procurava il cibo, così come fa l'odierna pecora di montagna e, probabilmente, era spesso preda di Troodon.
Gli studiosi hanno ipotizzato che questo animale usasse scavare tane, proprio come il suo parente Oryctodromeus: tale supposizione si ricava dai mucchi delle loro ossa, trovate nei punti dove tipicamente potevano essersi diffusi.

### Alimentazione
Basandosi sul tipo di dentatura, si è ipotizzato che l'orodromeo si nutrisse di frutti polposi e, forse, anche di insetti. Mallon et al. (2013) hanno esaminato la coesistenza tra gli erbivori del continente isola di Laramidia, durante il Cretaceo superiore. Lo studio concluse che i piccoli ornitischi come Orodromeus erano generalmente limitati a nutrirsi di vegetazione al di sotto del metro d'altezza.

### Riproduzione
Le uova venivano disposte a forma di spirale e ne venivano deposte, di solito, fino a 12. Esse raggiungevano circa i 14 centimetri di lunghezza ed i 7 di larghezza. Il fatto che gli embrioni di questi animali possedessero già un accentuato sviluppo delle ossa e dei denti, ha portato Horner alla conclusione che i giovani Orodromeus fossero molto precoci, ossia che da poco tempo dopo la nascita non necessitassero delle cure parentali, a differenza di quelli del Maiasaura che sarebbero stati invece altriciali, ossia bisognosi di cure parentali.

## Paleoecologia
Visse in quello che ora è il Montana circa 75 milioni di anni fa. Gli studiosi, inoltre, pensano che possa essersi diffuso anche nell'Alberta meridionale, in Canada. L'Orodromeus visse al fianco del troodontide Troodon e dell'hadrosauride Maiasaura, così come il dromaeosauride Bambiraptor, il tirannosauride Daspletosaurus ed il ceratopside Einiosaurus. Un'altra specie di hadrosauride, riferibili al genere Hypacrosaurus, coesistette con Orodromeus per qualche tempo. La scoperta di un hadrosauridae aggiuntivo, Gryposaurus latidens, nello stesso intervallo di tempo di Orodromeus e Maiasaura ha dimostrato che il confine tra le distinte faune ipotizzate era meno distinta di quanto si pensasse. Sembra che ci sia una grande diversificazione di ornithischi dopo la comparsa di Maiasaura all'interno della Formazione Two Medicine. L'esame accurato degli strati della Two Medicine River (che espone tutta la metà superiore della Formazione Two Medicine) indica che l'apparente diversificazione era un evento reale piuttosto che un risultato di pregiudizi preservationali.